# Wojsko kwarciane
Wojsko kwarciane – zaciężne oddziały wojskowe autoramentu narodowego istniejące tylko w Koronie od ustanowienia w 1563 roku kwarty przez Zygmunta II Augusta. Wywodziło się ono z formacji obrony potocznej powstałej w końcu XV wieku, będącej systemem obrony kresów południowo-wschodnich przed najazdami wojsk państw bezpośrednio z nimi sąsiadującymi, głównie Tatarami. Stanowiły one stałe siły zbrojne w odróżnieniu od pospolitego ruszenia czy oddziałów powoływanych doraźnie. Podlegali oni całkowicie władzy hetmana.
Przez całą historię swojego istnienia wojsko kwarciane działało na trzech głównych teatrach wojennych:
- południe, okolice Kamieńca Podolskiego
- wschód (walki z Moskwą)
- północ (wojny ze Szwecją)

Odebranie nieprawnie zagarniętych królewszczyzn zwiększyło dochody skarbu królewskiego, co z kolei umożliwiło m.in. stałe finansowanie armii. Wymuszone przez ruch egzekucyjny uporządkowanie zarządu królewszczyznami, umożliwiło uchwalenie na sejmie w 1564 roku specjalnego funduszu, pochodzącego z ćwierci dochodów uzyskiwanych w dobrach królewskich. Była to tzw. kwarta (łac. quarta pars – czwarta część). W roku 1632 wprowadzono nową kwartę (duplę), która została przeznaczona na utworzenie artylerii królewskiej.
Fundusze zebrane na utrzymanie wojska kwarcianego były przechowywane od 1569 na zamku w Rawie Mazowieckiej jako tzw. skarb rawski. Od 1616 r. do skarbu w Rawie wpływały również dochody ze składów winnych oraz tzw. trzeci grosz od sprzedaży ołowiu. Oficjalnie, z płacenia kwarty były zwolnione starostwa: łuckie, włodzimierskie, krzemienieckie (województwo wołyńskie) oraz bracławskie i winnickie (województwo bracławskie). Taki stan prawny obowiązywał od 1569 r., natomiast ich starostowie zgodzili się od 1590 r. płacić je dobrowolnie.
Wojsko to liczyło zwykle od tysiąca do sześciu tysięcy ludzi. W czasie pokoju ich liczba była ograniczana. Kwarciani, chociaż nieliczni, stanowili kręgosłup obrony organizowanej w razie agresji nieprzyjaciela. W krótkim czasie, po dołączeniu do nich oddziałów prywatnych oraz Kozaków rejestrowych, potrafiono stworzyć armię liczącą nawet kilkanaście tysięcy żołnierzy, zdolną odeprzeć niemal każdy najazd. Uzupełnieniem dla nich było wojsko suplementowe – zawodowi żołnierze powoływani w momentach poważniejszego zagrożenia.
Wojsko kwarciane złożone było głównie z jazdy, oraz niewielkich ilości piechoty i artylerii.
W jej oddziałach można było znaleźć formacje:
- husaria,
- jazda kozacka (lekka jazda),
- pancerni,
- rajtaria,
- piechota węgierska,
- dragonia (od 1626)
- jazda wołoska.

W 1652 r. kwarcianych połączono z wojskiem suplementowym i utworzono wojsko komputowe.

## Skład wojska
W 1648 roku stan wojsk kwarcianych wynosił
Według Karola Górskiego
1. Husarzy 1040
2. Pancernych 1170
3. Dragonów 900
4. Piechoty polskiej 300

Według Jana Wimmera:
1. 14 chorągwi husarii - 1051 koni
2. 22 chorągwie jazdy kozackiej - 1110 koni - z tego 7 małych chorągwi (po 50 koni) było przydzielonych do pułkow Kozakow rejestrowych
3. 2 chorągwie wołoskie - 110 koni
4. 2 regimenty i 9 chorągwi dragonow - 1315 porcji - z tego 7 małych choragwie (po 25 porcji) przydzielonych do pułkow Kozakow rejestrowych, jedna chorągiew dragonii (40 porcji) stała w Pucku i Kazimierzowie, jeden regiment stał jako garnizon w Kudaku, drugi regiment i jedna chorągiew stacjonowały jako garnizony innych zamkow ukraińskich
5. piechota polska - 450 porcji - chorągwie hetmanow (po 150 porcji) stały (jako straż przyboczna) w ich rezydencjach, oprócz tego chorągiew 150 porcji stała w Pucku i Kazimierzowie

## Zarobki i finansowanie

### Finansowanie
Sejm uchwalał podatki na wojsko. Od 1563 roku stałym podatkiem była kwarta, 1/4 dochodów z dóbr królewskich.

### W porównaniu z innymi wojskami, około 1648 roku, na kwartał
- Żołd piechoty cudzoziemskiej (wojsko suplementowe) - 36zł. (291,6 gr. srebra)
- Żołd piechoty polskiej (wojsko suplementowe) - 18zł. (145,8 gr. srebra)
- Żołd husarzy (wojsko suplementowe) - 50zł. (405 gr. srebra)
- Żołd rajtarów (wojsko suplementowe) - 50zł. (405 gr. srebra)
- Żołd kozaków (wojsko suplementowe) - 40zł. (324 gr. srebra)
- Żołd żołnierza wojska kwarcianego – 41zł. (332,1 gr. srebra)[4]

### Stawki roczne dla wojska kwarcianego w 1648 roku (w oparciu o rozliczenia z wojskiem rozbitym pod Korsuniem)
- husaria - 164 zł
- jazda typu kozackiego - 124 zł
- jazda wołoska - 124 zł
- dragonia - 132 zł
- piechota polska - 120 zł[5]

## Rotmistrzowie wojska kwarcianego
- Aleksander Koniecpolski (zm. 1609)
- Samuel Łaszcz
- Jan Odrzywolski
- Janusz Tyszkiewicz Łohojski
- Teodor Woronicz

## Regimentarze wojska kwarcianego
- Władysław Dominik Zasławski-Ostrogski
- Mikołaj Ostroróg
- Stanisław Lanckoroński
- Andrzej Firlej (wojewoda sandomierski)

## Wybrane bitwy wojska kwarcianego
- Bitwa pod Oryninem (28 września 1618) - 3,3 tys. żołnierzy kwarcianych[6]
- Bitwa pod Cecorą (18 września – 6 października 1620) - 3 tys. wojska kwarcianego[7]
- 26 maja 1648 - Bitwa pod Korsuniem
- Bitwa pod Kumejkami - Wojsko kwarciane w kilku chorągwiach składało się z 17 chorągwi husarskich, 16 kozackich (nie mylić z Kozakami Zaporoskimi) i 9 kompanii dragonów i liczyło szacunkowo ok. 4400 ludzi[8]
- Bitwa pod Korsuniem
- Bitwa pod Guzowem
- Bitwa pod Batohem